# El sonido de los tulipanes
El sonido de los tulipanes es una película argentina de thriller de 2019 dirigida por Alberto Maslíah  y protagonizada por Pablo Rago, Calu Rivero, Gerardo Romano, Roberto Carnaghi, Gustavo Garzón, Atilio Veronelli, entre otros.

## Sinopsis
En Buenos Aires durante la crisis de 2001, Marcelo, un escritor devenido en periodista, debe volver sobre los últimos pasos de Tonio, su padre, un consagrado intelectual de quien se encuentra profundamente distanciado, cuando muere en condiciones extrañas. De la mano de Carolina, la exsecretaria de su padre, Marcelo se sumerge en un mundo oscuro, lleno de violencia y ambiciones de poder, enfrentándose a "El Loco" Bertolini. Pero el peligro no solo lo acechará a él sino también a los suyos. ¿Podrá Marcelo encontrar los verdaderos motivos de la muerte de su padre?

## Reparto principal
- Pablo Rago ... Marcelo
- Calu Rivero ... Carolina
- Gerardo Romano ... Loco Bertolini
- Roberto Carnaghi ... Tonio
- Iván Maslíah ... Ramiro
- Gustavo Garzón ... Laucha

## Reparto antagónico
- Atilio Veronelli ... Rengo
- Bernarda Pagés ... Jefa Carrizo
- Amanda Busnelli ... Abuela Culecho
- María Lía Bagnoli ... Susana
- Víctor Malagrino ... Gabo
- Daniel Dibiase ... Gómez
- Pablo Palacio ... Sombra
- Gustavo Pardi ... Rodríguez Fragosa
- Néstor Villa ... Holandés

- Datos: Q63183645